# میلینگتون (تنسی)
میلینگتون(به انگلیسی: Millington) شهری در ایالت تنسی کشور ایالات متحده آمریکا است که جمعیت آن در سرشماری سال ۲۰۱۰ میلادی، ۱۰٬۱۷۶ نفر بوده‌است.